# Ossiach

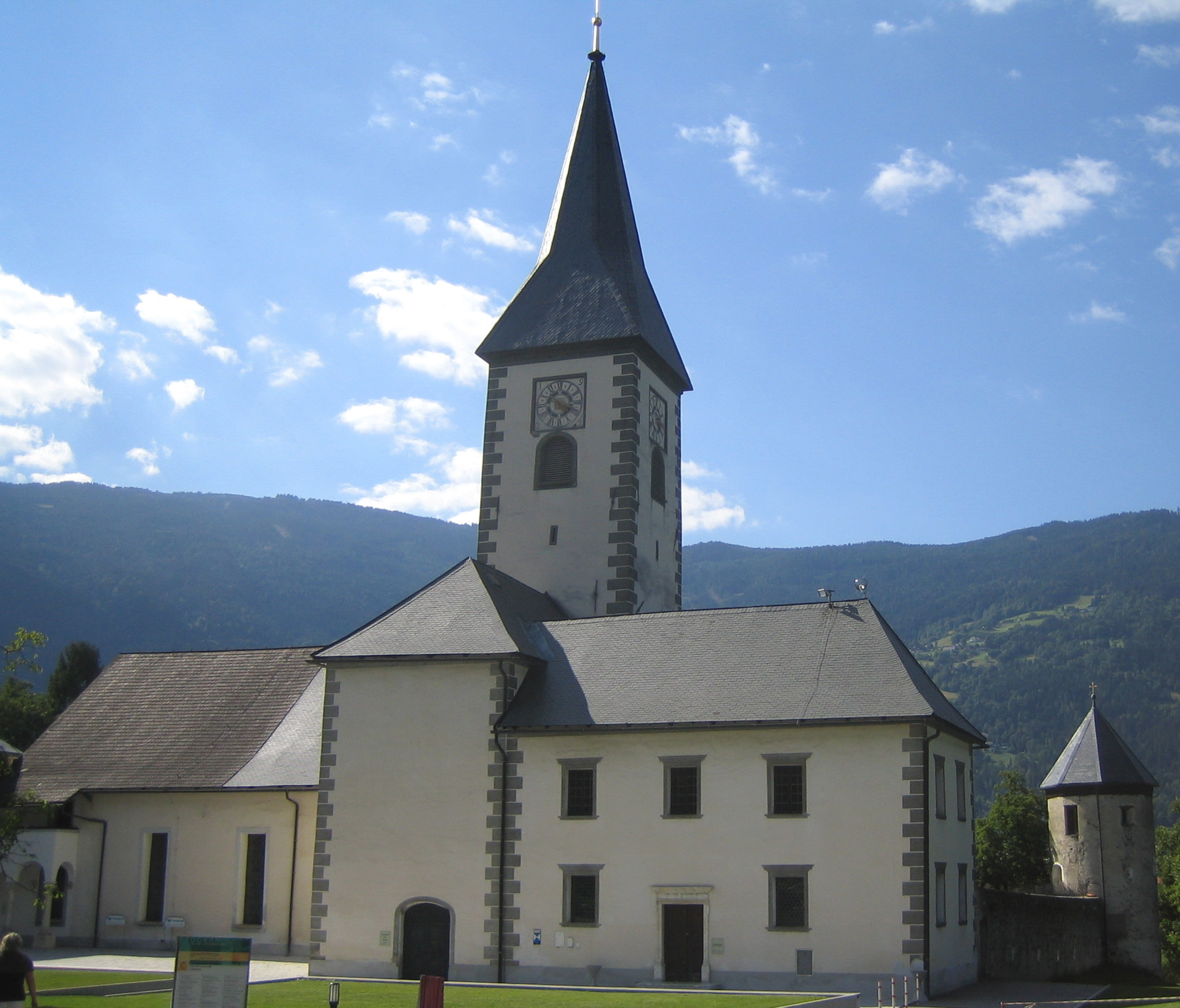
Före detta klosterkyrka

Ossiach är en ort och en kommun i det österrikiska förbundslandet Kärnten. Ossiach är belägen vid södra stranden av sjön Ossiacher See. 
Ossiach utvecklades i samband med benediktinklostret som grundades i början på 1000-talet och som stängdes av kejsar Josef II 1783. Kommunen bildades 1894. 
Ossiach är idag turist- och badort. Sevärda är den före detta klosterkyrkan (stora delar av klostret har rivits redan på 1800-talet) och den sengotisk-barocka kyrkan i Tauern. Ossiach är också en av festivalorterna för musik- och kulturfestvialen Carinthischer Sommer.
Kommunen består av sex orter (Ortschaften) (inom parentes invånarantal 1 januari 2024):
- Alt-Ossiach (259)
- Ossiach (112)
- Ostriach (170)
- Rappitsch (246)
- Tauern (7)
- Untertauern (0)